# 草酸钆
草酸钆是钆的草酸盐，化学式为Gd2(C2O4)3，其水合物可由硝酸钆和草酸反应制得。它的十水合物受热分解得到无水物，继续加热得到氧化钆。它和盐酸反应得到Gd(C2O4)Cl；它和氢氧化钠在水热条件下反应，得到Gd(OH)3。